# Elizabeth Scheu Close
Elizabeth Close, auch Lisl Close, (geboren als Elisabeth Scheu 4. Juni 1912 in Wien, Österreich-Ungarn; gestorben 29. November 2011 in Minneapolis) war eine US-amerikanische Architektin.

## Leben

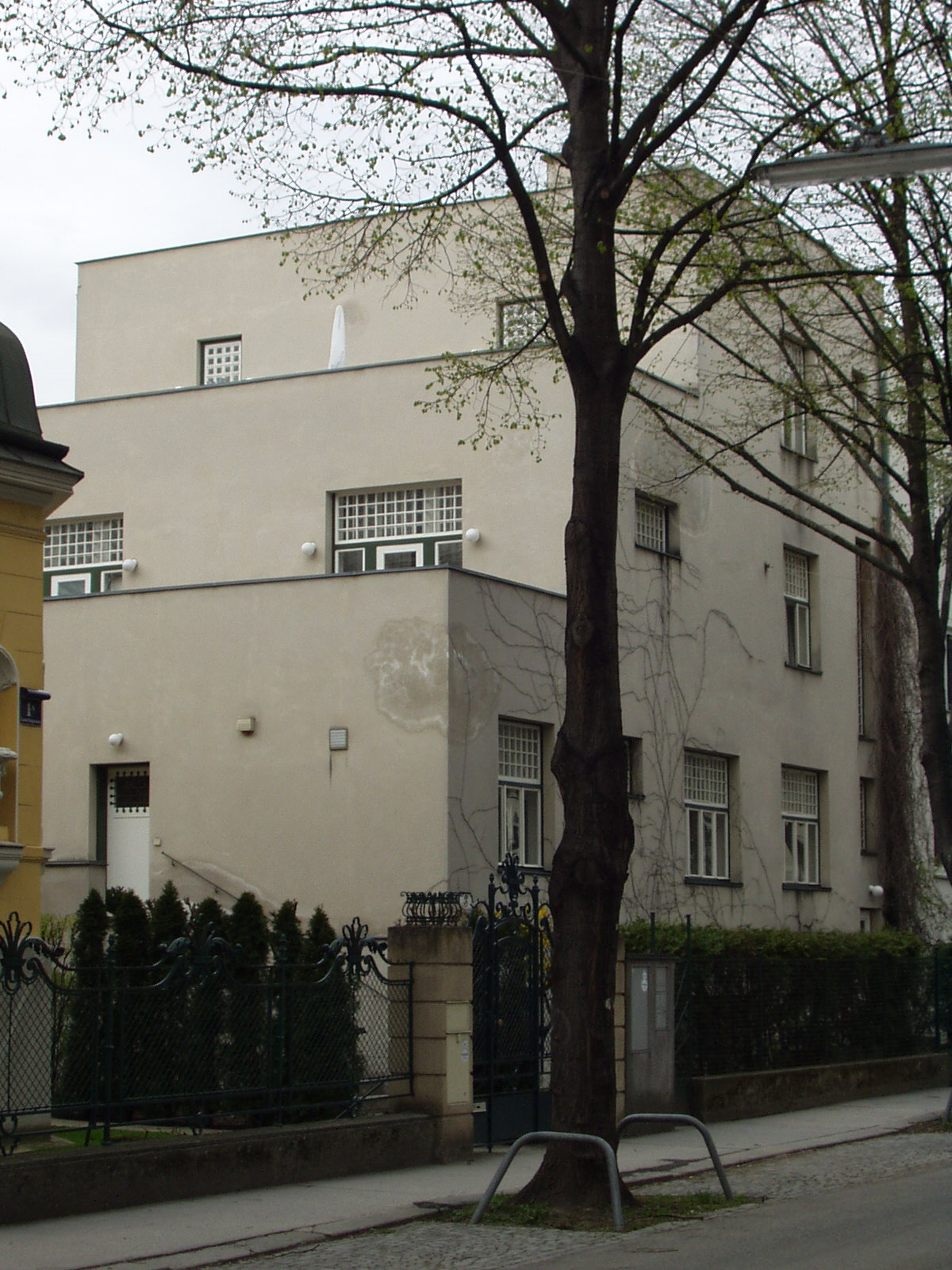
Elternhaus in der Larochegasse 3 in Wien

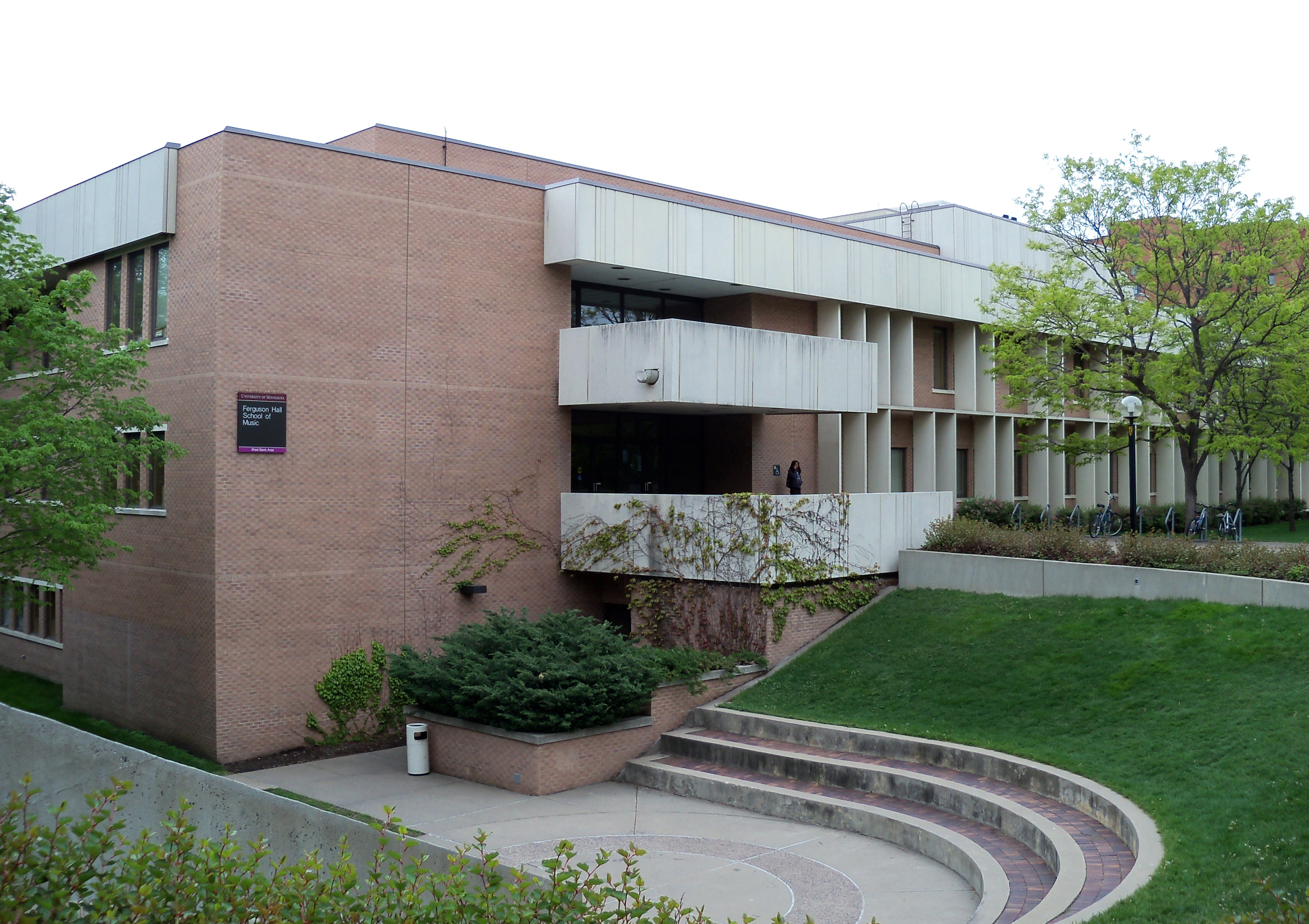
Close Associates: Ferguson Hall Minnesota

Elisabeth Scheu war eine Tochter der Schriftstellerin und Salonnière Helene Scheu-Riesz und des Rechtsanwalts und Politikers Gustav Scheu. Ihr Bruder Friedrich Scheu (1905–1985) wurde Journalist. Die Eltern ließen 1912/1913 nach dem Entwurf von Adolf Loos das „Haus Scheu“ im 13. Bezirk in der Larochegasse 3 errichten, wo Elisabeth Scheu aufwuchs. Sie studierte ab 1930 Architektur an der Technischen Hochschule Wien und ab 1932 bis 1935 am Massachusetts Institute of Technology (MIT), wo sie 1934 einen Bachelor of Architecture und 1935 einen Master in Architecture erwarb. 
Sie blieb in den USA und versuchte als Frau in einer Zeit der wirtschaftlichen Depression eine Arbeit zu bekommen. Sie war beim deutschen Emigranten Oscar Stonorov beschäftigt und danach bei Magney and Tusler in Philadelphia. Nebenher lehrte sie Design und Architektur am Minneapolis College of Art und an der School of Architecture der University of Minnesota. 1938 heiratete sie den Studienkollegen Winston Close, sie hatten drei Kinder. Sie gründeten ein Architektenbüro. Während des Zweiten Weltkriegs arbeiteten sie für die Page & Hill Defense Company, die vorfabrizierte Häuser plante. Im Büro Close Associates entstanden über 100 private Wohnhäuser, sowie zahlreiche private Geschäftsgebäude und Nutzbauten und öffentliche Gebäude, außerdem Entwürfe für Möbeldesign. Als Winston Close 1946 zum leitenden Architekten für die Bauplanung der Universität in Minneapolis bestellt wurde, leitete sie das Büro weitgehend allein. Scheu Close schrieb Beiträge für das AIA Journal des American Institute of Architects.
Scheu Close war Cellistin beim Civic Orchestra of Minneapolis.